# Autoba atriciliata
Autoba atriciliata là một loài bướm đêm trong họ Erebidae.